# Scherocumella vieta
Scherocumella vieta är en kräftdjursart som först beskrevs av Hale 1949.  Scherocumella vieta ingår i släktet Scherocumella och familjen Nannastacidae. Inga underarter finns listade i Catalogue of Life.